# Academia General Básica de Suboficiales
Academia General Básica de Suboficiales del Ejército de Tierra de España (AGBS), es el centro de formación de los futuros suboficiales del Ejército de Tierra de España. Su sede se encuentra entre los municipios leridanos de Talarn y Tremp, situados en la comarca del Pallars Jussá.

## Historia
La Academia General Básica de Suboficiales fue creada el 31 de mayo de 1974 mediante una Orden que apareció publicada en el Diario Oficial del Ejército, resultando su existencia fruto de la Ley 13/1974, de 30 de marzo, de Organización de la Escala Básica de Suboficiales.
Durante el primer curso, iniciado el mismo año de la inauguración del centro, contó con la visa de los entonces Príncipes de España, Juan Carlos de Borbón y Sofía de Grecia. Once años más tarde, en 1985, la AGBS recibió la visita de toda la Familia Real. En 1975 y 1984, la ciudad de Tremp (Lérida) regaló al centro las dos Banderas que ha tenido, ambas sufragadas mediante suscripción popular. Algunos años después recibió la Medalla de Oro de la ciudad antes mencionada y, en 1998, le dedicó una de sus calles.

## Objetivos
Sus objetivos fundamentales, recogidos en su misión (Orden del Ministerio de Defensa 3066/2003), son los siguientes:
- Capacitar a los futuros suboficiales (sargento, sargento primero, brigada, subteniente y suboficial mayor) para la realización acciones ejecutivas relacionadas con  su especialidad.

- Formar en el ejercicio del mando de unidades pertenecientes en función de su especialidad fundamental o de las unidades logísticas menores o equivalentes a una sección.
- Dotar a los alumnos de las aptitudes necesarias para un suboficial.
- Impartir una formación general centrada en la defensa, organización de las Fuerzas Armadas y organismos internacionales.

## Estructura
La estructura de la Academia General Básica de Suboficiales se divide en una Plana Mayor de Dirección y dos jefaturas, una de Estudios y otra de apoyo y servicios. Al frente de la academia se encuentra un coronel director.
Entre las actividades desarrolladas en la AGBS destacan:
- El plan de acogida nuevos alumnos para la Escala de Suboficiales (EMIES).
- Formación militar para el ingreso en la EMIES.
- Curso de ascenso a Cabo Mayor del Ejército de Tierra.

Los módulos en que se divide enseñanza de la AGBS son: combate en poblaciones; instrucción y adiestramiento básico; mando y organización; táctica, tiro y topografía; sistemas de armas, e idiomas.
También se imparten diversos cursos como ofimática, conducción, graduado en ESO o de acceso a la Guardia Civil.

## Divisas de los Alumnos
| Código OTAN                 | Suboficiales Alumnos              | Suboficiales Alumnos              | Suboficiales Alumnos |
| --------------------------- | --------------------------------- | --------------------------------- | -------------------- |
| España                      |                                   |                                   |                      |
| Sargento Alumno (3.º curso) | Caballero/Dama Alumno (2.º curso) | Caballero/Dama Alumno (1.º curso) |                      |

|                                              |
| Boina de la Academia Básica de Suboficiales. |